# Gymnothorax vicinus
 Gymnothorax vicinus és una espècie de peix de la família dels murènids i de l'ordre dels anguil·liformes.

## Morfologia
Els mascles poden assolir els 122 cm de longitud total.

## Distribució geogràfica
Es troba a l'Atlàntic occidental (des de Bermuda, les Bahames i el sud de Florida fins al Brasil) i a l'Atlàntic oriental (Açores, Madeira, les Illes Canàries, Cap Verd i les illes del Golf de Biafra).